# Behörde für Gesundheit, Soziales und Integration

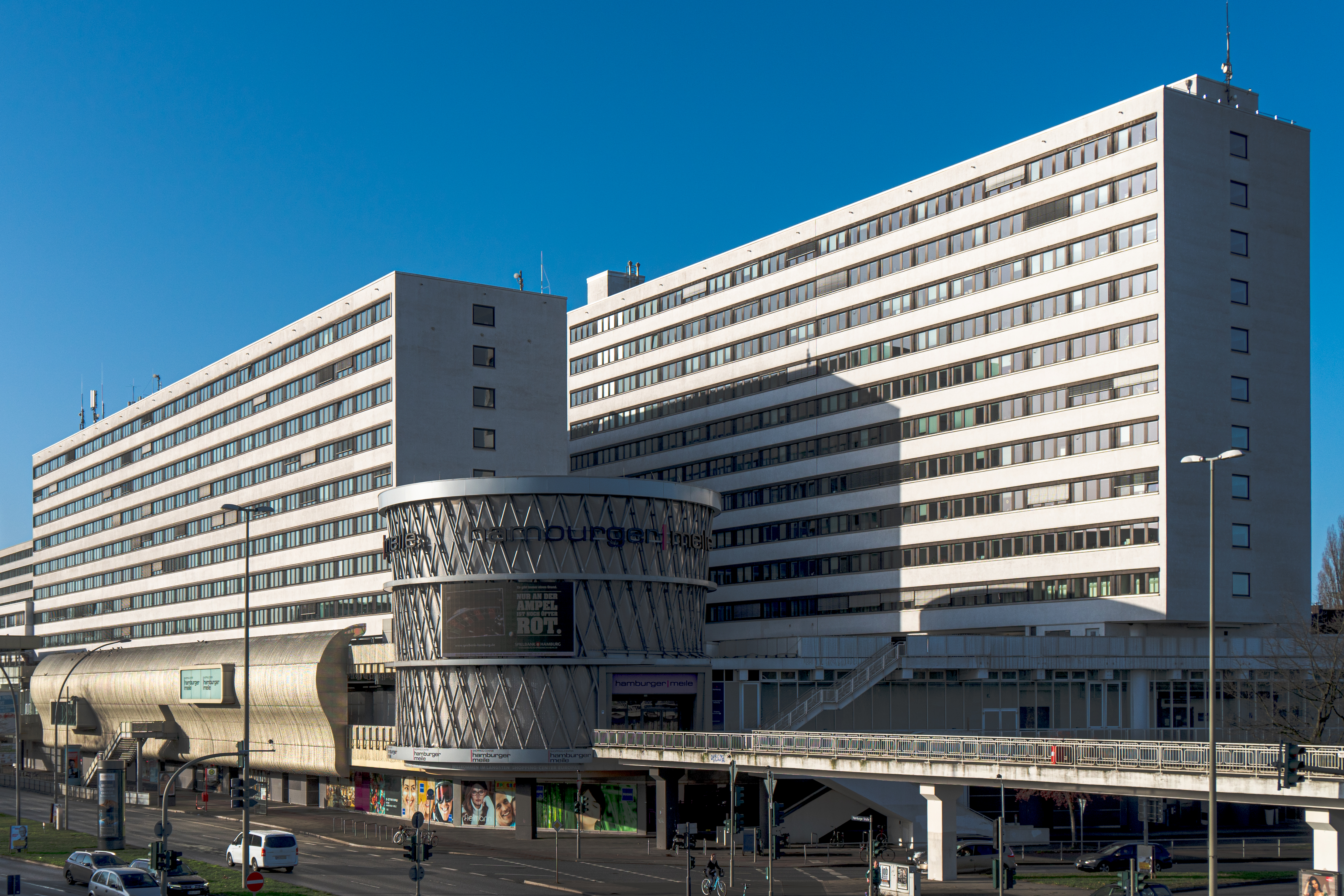
Die Sozialbehörde befindet sich in einem Bürogebäude über dem Shopping-Center Hamburger Meile.

Die Behörde für Gesundheit, Soziales und Integration (Sozialbehörde) ist eine von elf Fachbehörden des Senats der Freien und Hansestadt Hamburg und das für die Gesundheitspolitik, Sozialpolitik und Integration zuständige Ministerium der Hansestadt. Die Behörde wurde 2011 im Zuge der Neubildung des Senats unter Olaf Scholz aus Teilen mehrerer Vorgängerbehörden gebildet und 2020 mit Antritt des Senats Tschentscher II um den Bereich Gesundheit aus der aufgelösten Behörde für Gesundheit und Verbraucherschutz erweitert.
Senatorin und Präses der Behörde ist seit dem 15. Dezember 2022 Melanie Schlotzhauer, Staatsrätin für Soziales und Integration ist Funda Gür. Staatsrat für den Bereich Gesundheit ist Tim Angerer (alle SPD).
Die Behörde hat ihren Sitz in der Hamburger Straße 47 im Stadtteil Barmbek-Süd.

## Geschichte
Die Behörde geht zurück auf die 1788 gegründete Allgemeine Armenanstalt. Deren Leitung oblag dem Armen-Collegium, das aus Ratsherren, Oberalten, Armenvorstehern und Gotteskastenverwaltern der fünf Kirchspiele bestand. Zunächst nur auf das Gebiet der Alt- und Neustadt beschränkt, wurde die Arbeit der Anstalt 1799 auch auf die Vorstadt St. Georg ausgedehnt und während der französischen Besatzung vorübergehend auf die Polizeibehörde übertragen. In der Vorstadt St. Pauli sowie in den übrigen zu Hamburg gehörigen Landgemeinden bestanden zunächst eigene Armenanstalten. Erst nach der Reichsgründung 1871 wurde das Armenwesen per Gesetz vereinheitlicht. Nach dem Ersten Weltkrieg ging die Armenanstalt zusammen mit anderen wohltätigen Einrichtungen im neu geschaffenen Wohlfahrtsamt (ab 1928 „Sozialbehörde“) auf. Das Vermögen der einstigen Armenanstalt besteht bis heute als Stiftung Spezialfonds unter dem Dach der Behörde fort.
Nach 1945 änderte sich der Ressortzuschnitt mehrfach. So gab es in den 1950er Jahren vorübergehend eine eigenständige Arbeitsbehörde, die meiste Zeit jedoch waren die Ressorts Arbeit und Soziales in einer Behörde bzw. unter einem Senator vereinigt. Zeitweise gehörte das Arbeitsressort auch zur Wirtschaftsbehörde und das Gesundheitsressort zur Sozialbehörde. Von 2011 bis 2020 bestand die Behörde mit den Zuständigkeiten für Arbeits-, Sozial-, Familien- und Integrationsfragen. 2020 wurde im Zuge der Fortführung der rot-grünen Koalition nach der Bürgerschaftswahl im Senat Tschentscher II der Bereich Gesundheitspolitik erneut von der nunmehr aufgelösten Behörde für Gesundheit und Verbraucherschutz in die Sozialbehörde integriert. 2025 wurde im Zuge der Fortführung der rot-grünen Koalition nach der Bürgerschaftswahl im Senat Tschentscher III die Bereiche Arbeit und Familie wieder aus der Behörde herausgelöst und anderen Behörden übertragen.

## Organisation
Die Behörde gliedert sich in eine Leitungsebene und fünf Fachämter, vergleichbar mit den Abteilungen in anderen Landesministerien:
- Amt für Zentrale Dienste (Z)
- Amt für Soziales (SI)
- Amt für Familie (FS)
- Amt für Arbeit und Integration (AI)
- Amt für Gesundheit (G)

Nachgeordnete Einrichtungen der Behörde sind unter anderem:
- Landesbetrieb Erziehung und Beratung (LEB)
- Öffentliche Rechtsauskunft- und Vergleichsstelle (ÖRA)
- Versorgungsamt Hamburg
- Integrationsamt Hamburg
- team.arbeit.hamburg (Jobcenter)
- Hamburg Welcome Center